# Mikroskopiska svarta hål
Mikroskopiska svarta hål, även känt som kvantmekaniska svarta hål, är hypotetiska svarta hål där kvantmekaniska effekter spelar en viktig roll. Konceptet med existensesen av svarta hål som är mindre än stellära svarta hål infördes 1971 av Stephen Hawking.
Det är möjligt att dessa kvantmekaniska primordiala svarta hål skapades i universums barndom när materien var mycket tät (eller Big Bang), eller möjligen genom efterföljande fasövergångar. De kan observeras av astrofysiker genom partiklar som förväntas emittera vid Hawkingstrålning.